# Vidas e Doutrinas dos Filósofos Ilustres
Vidas e Doutrinas dos Filósofos Ilustres (em grego:  Βίοι καὶ γνῶμαι τῶν ἐν φιλοσοφίᾳ εὐδοκιμησάντων) é uma biografia dos filósofos gregos escrita em grego por Diógenes Laércio por volta da primeira metade do século III d.C.

## Composição
A obra é composta de dez livros e começa pelo filósofo Tales de Mileto e termina em Epicuro; Diógenes dividiu os filósofos gregos em escola jônica e escola italiana. Trata-se de uma compilação da vida e das ideias dos mais importantes pensadores gregos. É principalmente uma história da vida dos filósofos, tendo a filosofia defendida por estes apenas como parte acessória do texto.
| Livros 1-7: Filosofia jônica |
| Livro 1: Os Sete Sábios da Grécia |
| Tales, Sólon, Quílon, Pítaco, Bias de Priene, Cleóbulo de Lindos, Periandro, Anacársis, Míson, Epimênides, Ferécides de Siro |
| Livro 2: Sócrates, com antecessores e seguidores |
| Anaximandro, Anaxímenes de Mileto, Anaxágoras, Arquelau de Atenas, Sócrates, Xenofonte, Ésquines Socrático, Aristipo de Cirene, Fédon, Euclides de Mégara, Estilpo, Críton de Atenas, Simão, o Sapateiro, Glaucão, Símias de Tebas, Cebes, Menedemo de Eretria |
| Livro 3: Platão |
| Platão |
| Livro 4: A Academia de Platão |
| Espeusipo, Xenócrates, Polemo, Crates de Atenas, Crantor, Arcesilau, Bion de Boristenes, Lácides de Cirene, Carnéades, Clitômaco |
| Livro 5: Os Peripatéticos |
| Aristóteles, Teofrasto, Estratão, Lico de Troas, Demétrio, Heráclides |
| Livro 6: Os Cínicos |
| Antístenes, Diógenes de Sínope, Mônimo, Onesícrito, Crates de Tebas, Metrocles, Hipárquia, Menipo, Menedemo, o Cìnico |
| Livro 7: Os Estoicos |
| Zenão de Cítio, Aríston de Quio, Hérilos, Dionísio, o Renegado, Cleantes de Assos, Esfero, Crisipo de Solis |
| Livros 8-10: Filosofia italiana |
| Livro 8: Os pitagóricos |
| Pitágoras, Empédocles, Epicarmo de Kos, Arquitas, Alcmeão, Hipaso, Filolau, Eudoxo |
| Livro 9: Não categorizado (Eleatas, Atomistas, Céticos, etc.) |
| Heráclito, Xenófanes, Parmênides, Melisso de Samos, Zenão de Eleia, Leucipo, Demócrito, Protágoras, Diógenes de Apolonia, Anaxarco, Pirro de Élis, Tímon |
| Livro 10: Epicuro |
| Epicuro |

O Livro VII - Estoicos começa com a vida de Zenão, o fundador do estoicismo, narrando como ele veio a ter contato com a filosofia, como estudou com os cínicos e depois criou sua própria linha de pensamento. Após a biografia de Zenão, vem o componente principal do livro, a Exposição da filosofia estoica por Diógenes Laércio. Esta sem dúvida constitui a fonte principal para o conhecimento do estoicismo grego, e é importante para o estudo do ceticismo e das ramificações da filosofia socrática bem como do epicurismo. Infelizmente parte da obra foi perdida e o texto termina abruptamente durante o relato da vida de Crísipo, sabe-se que continuava com outros 13 filósofos.

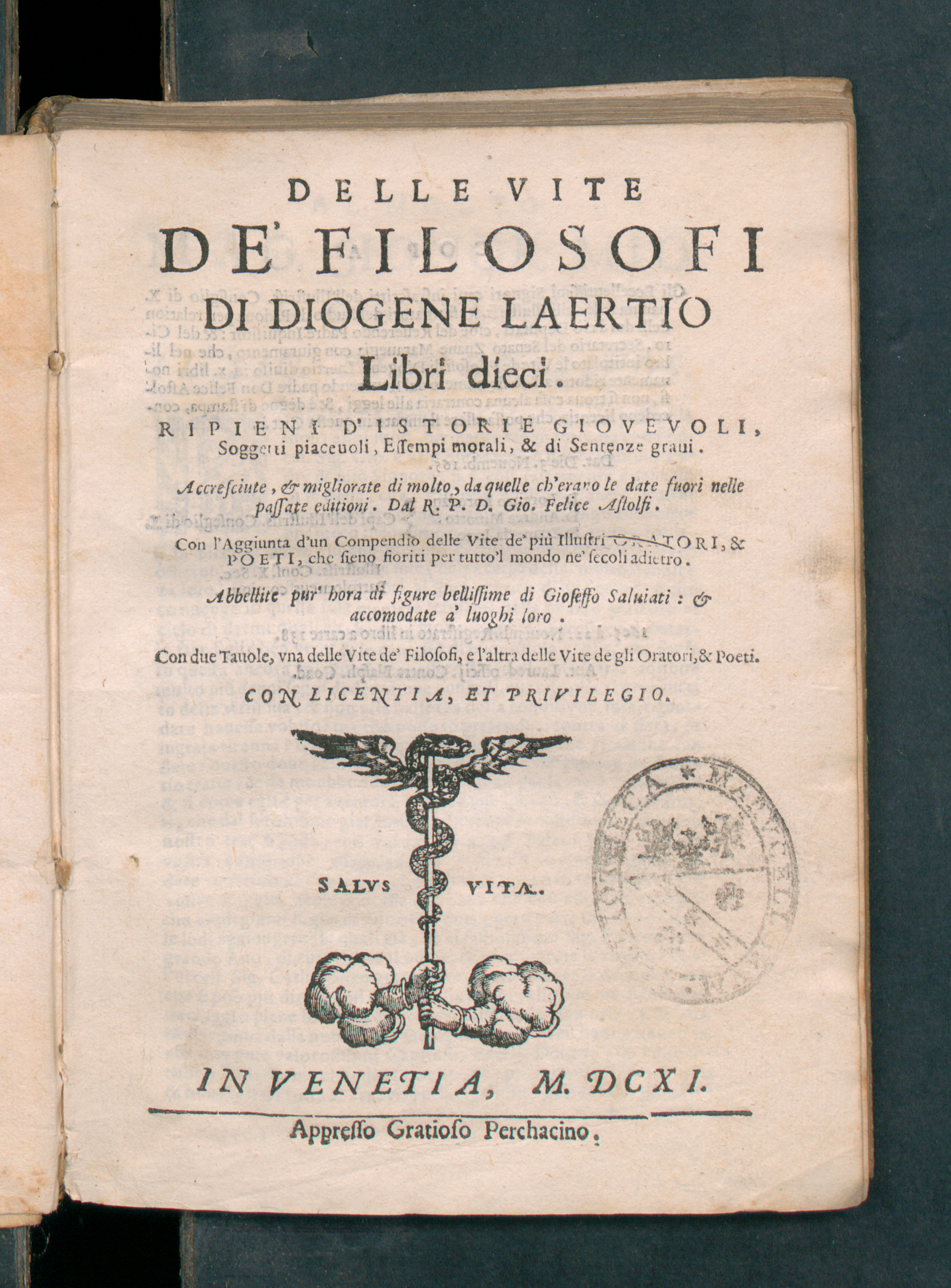
Delle vite dei filosofi, 1611

## Edições da obra

### Em português
- Diógenes Laércio, Vidas e doutrinas dos filósofos ilustres, trad. do grego para o português efetuada por Mário da Gama Kury (editora UnB).
- Diógenes Laércio, Vidas e doutrinas dos filósofos ilustres, trad. do Inglês para o português efetuada por Lúcio Jakobsmuschel (Montecristo Editora)[4]

### Em inglês
- Diógenes Laércio, Vidas dos Filósofos Eminentes, trad. para o inglês de Robert Drew Hicks (1925), Loeb Classical Library
- The Lives and Opinions of Eminent Philosophers donwload no Google Books, (em inglês)

### Em grego
- Texto em grego antigo das Vidas de Diógenes - Mikrosapoplous.gr
- Artigo sobre as versões manuscritas - Tertullian Project (em inglês)

### Em espanhol
- Vidas, opiniones y sentencias de los filósofos más ilustres - Biblioteca Virtual Miguel de Cervantes